# Toimi Alatalo
Toimi Johannes Alatalo (* 4. April 1929 in Savitaipale; † 4. Mai 2014 ebenda) war ein finnischer Skilangläufer, der in den 1950er und frühen 1960er Jahren startete.
Sein einziger bedeutender Erfolg war der Gewinn der Goldmedaille mit der finnischen 4 × 10-km-Staffel bei den Olympischen Winterspielen 1960. Alatalos bestes Ergebnis in einem olympischen Einzelrennen war der siebte Platz im Jahr 1960 über 30 km. 1956 und 1959 wurde er finnischer Meister über 15 km und 1958 mit der Staffel. Bei Svenska Skidspelen errang er im Jahr 1956 den dritten Platz über 30 km und zweiten Platz über 15 km und im Jahr 1959 jeweils den zweiten Platz über 30 km und mit der Staffel. Bei den Lahti Ski Games siegte er im Jahr 1959 im Lauf über 15 km.